# Шартр
Шартр (фр. Chartres) — город во Франции, на реке Эр, префектура (административный центр) департамента Эр и Луар. Расположен в 96 км от Парижа на плодородной равнине Бос. Население 40,4 тыс. жителей (1999), с пригородами — ~89 000 жителей (2021).
Машиностроение, химическая, пищевая промышленность; производство художественного стекла, готового платья. Торгово-промышленная палата департамента Эр и Луар. Епископский дворец XVII века отдан под музей изящных искусств.
С 1976 года компания Puig — производитель модной одежды и парфюмерии — имеет в городе производственный центр. В 2019 году Parfums Cristian Dior купил предприятие Amore Pacific, расположенное в Шартре.

## Историческая справка
Название города происходит от имени его первых жителей — карнутов. До римского завоевания он был одним из религиозных центров Галлии. В IX веке неоднократно подвергался нападениям викингов (норманнов). В XI—XII веках в Шартре расцвела философская школа мирового значения.  
В Средние века титул графа Шартрского носили правители Шампани. В 1286 г. был выкуплен в королевский домен. Титул герцога Шартрского принадлежал различным родственникам французских королей начиная с принцессы Рене. В 1594 г. в Шартре короновался первый король династии Бурбонов — Генрих IV.

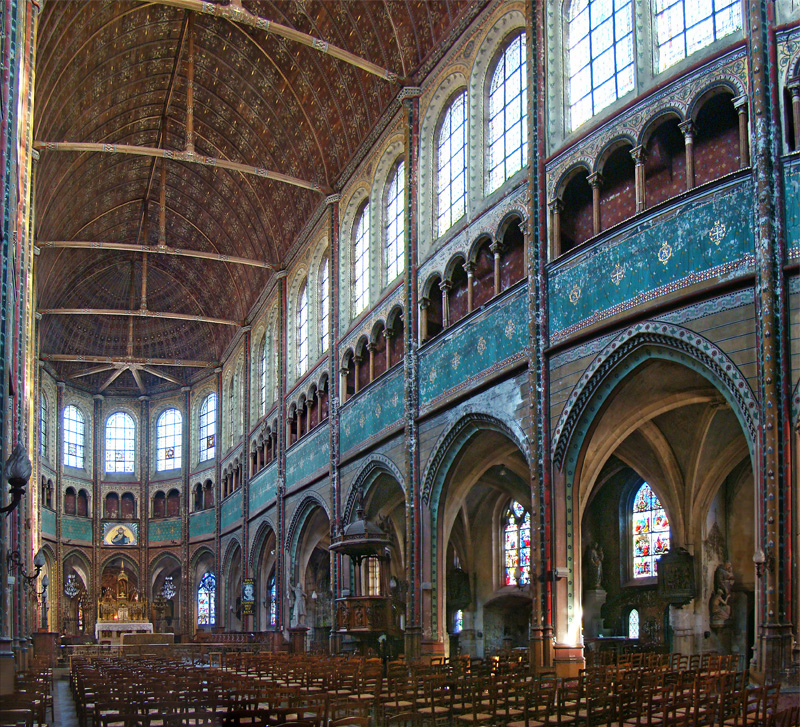
В одной из средневековых церквей Шартра

## Шартрский собор
На холме, над старой частью города, вздымается знаменитый готический собор Нотр-дам, выстроенный в рекордные сроки (1194—1220) и обладающий богатейшим скульптурным убранством. Собор Шартрской Богоматери привлекает паломников и туристов со всей страны, а его башни парят над городом и над окрестной долиной Бос (фр. Beauce). В 1944 году Союзники разбомбили весь город, однако собор не пострадал. Среди готических соборов, которые строились веками, храм в Шартре выделяется чистотой архитектурного решения; он вошёл в список Всемирного наследия ЮНЕСКО в 1979 году.

## Города-побратимы
Леон, Испания (2009)